# Combat du pont de Vrbanja
Guerre de Bosnie-Herzégovine
Le combat du pont de Vrbanja est un épisode de la guerre de Bosnie-Herzégovine qui oppose, le 27 mai 1995, des Casques bleus français de la Force de maintien de la paix des Nations unies à l'armée de la république serbe de Bosnie (VRS). Les Français reprennent à cette dernière le poste d'observation de la force de protection des Nations unies (FORPRONU) situé aux deux extrémités du pont de Vrbanja à Sarajevo.

## Contexte
Sarajevo est assiégée d'avril 1992 à février 1996. Le 25 mai 1995, l'ONU fait bombarder des dépôts de munitions serbes, à Pale. En représailles, les Serbes emprisonnent 375 Casques bleus, dont 103 Français. Leurs images humiliantes circulent. Ils servent de boucliers humains, parqués dans des sites militaires.
Le 27 mai 1995, les Serbes attaquent le poste de Vrbanja, tenu puis repris par des casques bleus Français.
Le 11 juillet 1995, les Serbes perpétuent un massacre historique, dans la ville de Srebenica, surveillée par des casques bleus des Pays-Bas. Celui-ci, avec le bombardement du marché de Markale (à Sarajevo), le 28 août 1995, pousse la coalition internationale à riposter fermement, par une campagne de bombardements aériens contre les forces armées serbes.
Ainsi cesse cette guerre le 14 décembre 1995.

## Déroulement
Le 27 mai 1995, déguisés en Casques bleus français, à quatre heures trente du matin, des miliciens de l'armée de la république serbe de Bosnie (Vojska Republike Srpske, VRS), de la faction menée par Slavko Aleksic (les Tchetniks), s'emparent sans combat du poste Sierra Victor situé aux deux extrémités du pont historique de Vrbanja, à Sarajevo. Enjambant la rivière Miljacka, l'ouvrage se trouve au centre dévasté de la ville, entre des immeubles tenus par les belligérants (l'un, au sud, occupés par les Bosniaques ; deux, à l'ouest et au sud-ouest, par les Serbes). 
Les Tchetniks s'infiltrent par l'arrière du poste depuis l'immeuble appelé Prisunic. Le chef de section (Jean-Louis B.), le chef de groupe (Emmanuel G.), trois caporaux-chefs (Philippe K., Bernard L., Christophe C.), ainsi qu'un 1ère classe (Johnny B.) sont pris en otage dans la zone de transmission et le point d'observation. Le chef d'équipe (Caporal David Pochart), en repos, ne dort pas et se trouve dans la zone de vie, avec 4 soldats (1ères cl. Stéphane M., Thierry C., Manuel H., Arnaud Sarr) dormant dans l'algeco et le 1ère cl. Sébastien Ducloy, en faction à l'entrée du poste, à plusieurs mètres de la zone de vie. Le caporal Pochart entend des voix avec des accents étrangers dans le couloir, qui se rapprochent rapidement de lui. Il se place dans un coin de la zone de vie et pointe son Famas en direction du couloir. Il aperçoit son chef de section Jean-Louis B. avec le canon d'une kalachnikov pointé sur lui par un Serbe. Le caporal David Pochart peut tirer, car le Tchetnik ne le voit pas, contrairement à son chef de section qui lui donne trois fois l'ordre de ne pas tirer, soulignant qu'une partie du groupe est retenue en otage. Les Serbes sont plusieurs dans le couloir, prêts à ouvrir le feu dans la zone d'habitation et notamment dans l'algeco. Le caporal obéit à son chef de section. Un des Serbes lui demande de réveiller ses camarades et de sortir les mains en l'air. Le chef de section demandera à son tour au 1ère classe Ducloy Sébastien, en poste, de ne pas ouvrir le feu. Les Serbes capturent ainsi douze soldats français, qu'ils retiennent en otages. Sur les douze, deux d'entre eux restés dans le poste, réussiront à s'échapper pendant l'assaut. Le reste du groupe sera transféré dans le quartier serbe juste avant l'assaut.
Sans réponse aux appels à la radio, le capitaine François Lecointre, escorté du sergent Taukapa et appuyé par le groupe 12 du Sergent Hohmann, se rend sur place.Un soldat serbe tente de le prendre en otage. Lecointre tourne les talons, protégé par le sous-officier.
À la demande du colonel Erik Sandhal, le général Hervé Gobilliard commandant les unités françaises de la place de Sarajevo, sort de son mandat légal et ordonne de reprendre le poste. Il ne consulte pas le général français Bernard Janvier, qui commande les Casques bleus de la FORPRONU. La France vient tout juste de changer de président de la République, lequel vient de donner des consignes de fermeté.
D'une longueur de soixante-cinq mètres, le long de la berge sud de la rivière, le poste comprend un point d'observation du côté est et une zone de vie établie par trois containers ; un couloir d'une trentaine de mètres conduit au poste d'observation.
La première section de la 1re compagnie (surnommée « les Forbans »), soit 31 soldats du 3e régiment d'infanterie de marine, qui sort de dix journées passées dans ce poste, est désignée pour l'opération « Douaumont ». Elle se reposait en vue d'une cérémonie de prise d'armes. Aux premières heures de la matinée, la section se met en route. Elle sort des véhicules, au cimetière juif, à quatre cents mètres au sud du pont. Le sergent-chef Check, adjoint de la section, se déploie en appui, avec des fusils de précision de 12,7 mm. Les Français parlementent avec les Bosniaques pour traverser leurs lignes. Menée par son chef, le lieutenant Bruno Heluin, ainsi que par le capitaine Lecointre, la section reconquiert les trois bunkers du poste et le pont, en lançant des grenades et en tirant contre ses occupants. « À mon signal, nous dévalons, baïonnette au canon dans la tranchée à une cinquantaine de mètres de l’objectif, appuyés d’abord par les tirs Bosniaques » (le lieutenant Heluin).
Parti à trente mètres du pont, le premier groupe du sergent Le Couric, stoppé par les barbelés, déplore cinq blessés, dont Colantonio et Maudoigt. Le peloton de chars français et la section de véhicules de l'avant blindés (VAB) tirent en appui sur les deux immeubles serbes. Le lieutenant Heluin franchit le découvert avec le deuxième groupe. Dannat, l'infirmier, est blessé gravement au poumon. Djaouti et Coat sont blessés. Les défenses de barbelés et de croisillons sont franchies. Un merlon protège l'entrée du poste. Le FAMAS du lieutenant ne fonctionne pas. Ce dernier jette une grenade et s'élance, suivi de Dupuch, Llorente, Humblot et Jego. Le bunker oriental est pris. À son poste d'appui, le marsouin Amaru est tué. Du toit d'où il couvre la progression, le marsouin Jacky Humblot est également tué, mortellement frappé au ventre par la balle d'un tireur serbe. Delcourt avance. Dans la zone de vie, un rideau blanc se trouve devant une cuisine. Le lieutenant lance une grenade, qui fait exploser une bouteille de gaz. Delcourt et Dupuch reculent. Blessé au visage par un éclat, le lieutenant Heluin s'arrête. Un Serbe tire sur trois Français (dont le caporal-chef Bentehami et le Caporal Coat) s'inquiétant du lieutenant, ensanglanté. Ils ripostent et le tuent. Trois Serbes sont capturés. Le lieutenant s'évanouit. Le capitaine Lecointre poursuit avec trois  sergents, Taukapa, Lecouric et Hohmann, ainsi qu'avec d'autres autres hommes, dont le caporal-chef Llorente, le caporal-chef Bentehami, les Caporaux Coat et Ibanez, les 1ére classes Mrebion et Lemarie.Les Serbes reculent. Deux d'entre eux font feu : l'un est blessé, l'autre, tué. Le couloir est trop étroit et les grenades fusent en direction des forbans les obligeant à trouver une autre voie d'accès tout en laissant un élément en appui dans la zone vie pour empêcher les serbes de contre attaquer depuis le couloir; le capitaine et le groupe passent par l'extérieur, longeant les défenses. Ils lancent plusieurs grenades. Les chars français mitraillent les Serbes qui ripostent. À l'entrée du deuxième bunker, côté ouest, les Serbes menacent de tuer deux soldats français, otages gardés sur place. Le capitaine Lecointre menace à son tour un prisonnier serbe. Le colonel, un médecin et un interprète viennent négocier.
En fin de journée, une tentative d'échange des soldats français prisonniers contre les prisonniers serbes échouera. La milice serbe a volontairement fait exploser une mine anti-char afin de faire passer un VAB où se trouvaient les cadavres serbes en vue de l'échange. Au moment de l'explosion le caporal Pochart et le première classe Arnaud Sarr se trouvaient sur la route à proximité de la mine, tenus en joue par une kalachnikov.
À la suite de la détonation de la mine antichar, le serbe a tiré une série de rafales en direction des 2 soldats pour les empêcher de s'échapper. Un autre tchetnick a pointé son lance-roquettes (RPG7) en direction du caporal Pochart David et du 1ère classe Sarr Arnaud afin de simuler une exécution. Bien que les Serbes aient pu récupérer leurs morts dans le VAB, la tentative d'échange a échoué.
Le bunker ouest a lui été repris à la suite de l'assaut, ainsi que le pont et le poste Sierra Victor.
À 10 h 30, la section du lieutenant Heluin est relevée. Elle rejoint sa base, la patinoire Skanderija. Les blessés partent vers l'immeuble médical de l'état-major du régiment.
Dix soldats français resteront en captivité dans des conditions très difficiles pendant 18 jours. Plusieurs d'entre eux serviront de boucliers humains sur des bâtiments stratégiques. Les premiers jours ils seront soumis à des simulacres d'exécution quotidiens, roués de coups, logés dans des caves puis transférés dans une caserne serbe à Sarajevo. Par la suite ils seront transférés à Novisad, Split puis Zaghreb. Ils seront libérés le 13 juin 1995.
Parmi les quatorze soldats serbes : quatre morts, deux blessés et quatre prisonniers. L'opération a duré de 8 h 45 à 9 h 8.
L'attaque est appuyée par le régiment d'infanterie chars de marine, ses 70 soldats tirant au moyen des mitrailleuses de véhicules blindés, dont des ERC-90 Sagaie. Profitant de l'assaut français, des soldats de l'armée de la république de Bosnie-Herzégovine (ARBiH) ouvrent le feu sur les postes d'observation tenus par la VRS, blessant accidentellement un otage français.
Le soldat de 1ère classe Marcel Amaru  de la section Forban 2, posté en appui avec une mitrailleuse de 12,7 depuis le cimetière juif , est touché à deux reprises par un sniper et mourra des suites de ses blessures.
Le marsouin Jacky Humblot est mortellement touché à l'abdomen alors qu'il se trouve sur le poste de Vrbanja
Après ce combat, les forces serbes de la VRS évitent de s'engager contre les soldats français de l'ONU déployés dans la ville.

## Hommages
Ce combat est considéré comme la dernière charge « baïonnette au canon » de l'armée française (les soldats avaient muni leurs fusils d'assaut de cet équipement). Il eut une grande répercussion dans l'opinion publique.
Lors des obsèques des marsouins Amaru et Humblot, le 1er juin 1995 à Vannes, le président Jacques Chirac déclare : « Les marsouins Amaru et Humblot sont morts pour une certaine idée de la France, une France qui refuse de s'abandonner à la fatalité et à l'irresponsabilité. » Une plaque sur le pont mentionne leurs noms.
Par décret du 14 juin 1995, le capitaine Lecointre et le lieutenant Heluin sont faits chevaliers de la Légion d'honneur.
Par décret du 20 juin 1995, le sergent-chef Check, les sergents Taukapa et Le Couric, le caporal-chef Dupuch et le soldat Lemarie reçoivent la médaille militaire.
Par décret du 26 juillet 1995, le soldat de première classe Marcel Amaru et le soldat Jacky Humblot sont décorés de la médaille militaire.
Une voie d'Angoulême, sa ville natale, porte le nom de Jacky Humblot.
En 2016, un musée est créé à Bordeaux par le sergent-chef Quintana, dans la caserne Nansouty, en hommage à ce fait d'armes.
Le 29 mai 2020, une cérémonie commémorative rappelle le 25e anniversaire de l'assaut.
Le 27 mai 2025 se tient aux Invalides la journée de commémoration du trentième anniversaire de cet acte de guerre.
Les 26 juin 2025 a lieu une journée mémorielle à la 1ère compagnie du 3ème RIMa avec un dépôt de gerbe à l'occasion des 30 ans de ce haut fait d'armes.
Le 27 juin se tient une cérémonie commémorative au 3ème RIMa en présence du Général Lecointre, du Colonel Sandhal et d'anciens du BATINF 4 (Bataillon d'Infanterie numéro 4) .

## Membres de la 1ère Section de la 1ère Compagnie du3eRIMa lors de l'assaut du 27 mai 1995
- Capitaine François Lecointre
- Lieutenant Bruno Heluin
- Sergent-chef Amir Check
- Sergent Alefonsio Taukapa[23]
- Sergent Philippe Le Couric
- Sergent Frédéric Hohmann
- Caporal-chef Patrick Dupuch
- Caporal-chef Saada Bentehami
- Caporal-chef Evaristo Llorente
- Caporal-chef Cyril Jego
- Caporal-chef Stéphan Colantonio
- Caporal-chef Jérôme Ibanez
- Caporal-chef Patrice Dannat
- Caporal Anthony Brebion
- Caporal Éric Coat
- Caporal Olivier Launay
- Caporal Martial Lanthier
- 1re classe Benoit Maillard
- 1re classe Samuel Cosyns
- 1re classe Patrick Mandart
- 1re classe Donnee
- 1re classe Mickaël Lemarie
- 1re classe Yvon Lhuissier
- 1re classe Cyriaque Delcourt
- 1re classe William Quintana
- 1re classe Philippe Laurent
- 1re classe Frédéric Lescornez
- Marsouin Jacky Humblot († tué à l'ennemi)
- Marsouin Cédric Maudoigt
- Marsouin Frédéric Henrion
- Marsouin Djaouti

Groupe de Forban 2 de la 1ère Compagnie du 3e RIMA en poste à Vrbanja le 26 mai 1995 et otages des serbes le 27 mai 1995 : 
- Lieutenant Jean-Louis B.
- Caporal-chef Emmanuel G.
- Caporal-chef Christophe C.
- Caporal-chef  Philippe K.
- Caporal-chef Bernard L.
- Caporal David Pochart.
- 1ère classe Arnaud Sarr.
- 1ère classe Sébastien Ducloy.
- 1ère classe Stéphane M.
- 1ère classe Thierry C.
- 1ère classe Johnny B.
- 1ère classe Manuel H.

Membres de Forban 2 de la 1ère Compagnie de Combat du 3e RIMA en appui depuis le Cimetière Juif
. 1ère classe Marcel AMARU (tué à l'ennemi)

### Émission radiophonique
- Fabrice Drouelle, « 1995, Sarajevo, l'assaut des Casques Bleus français sur le pont de Vrbanja », émission de 54 min [], sur France Inter, Affaires sensibles, 6 mars 2023 (consulté le 8 mars 2023).